# Егор Аладин
Его̀р Васѝлиевич Ала̀дин (на руски: Егор Васильевич Аладьин) е руски писател и издател.
Роден е през 1796 година в Курското наместничество в благородническо семейство. През 1812 година става подофицер в армията и участва в Наполеоновите войни, уволнява се през 1816 година като поручик. След това до 1842 година е чиновник в различни учреждения, от 1820 година – в Санкт Петербург. Там той започва да публикува свои произведения, но по-голяма известност постига като издател на популярния годишник „Невски алманах“ (1825 – 1833, 1846 – 1847).
Егор Аладин умира на 26 август (14 август стар стил) 1860 година в Санкт Петербург.